# STAY AWAY
「STAY AWAY」（ステイ アウェイ）は、日本のロックバンド、L'Arc〜en〜Cielの20作目のシングル。2000年7月19日発売。発売元はKi/oon Records。

## 概要
リミックス・アルバム『ectomorphed works』から約3週間ぶりとなる新譜で、前作「NEO UNIVERSE／finale」から約半年ぶりとなるシングルリリース。2000年8月に発売された8thアルバム『REAL』の先行シングルとなっている。ちなみに本作は、メンバーが全面的に企画に参加した、PlayStation用レーシングゲームソフト『激突トマラルク TOMARUNNER VS L'Arc〜en〜Ciel』と同時発売されている。
本作の表題曲「STAY AWAY」は、歪んだベースサウンドが印象的な、解放感のあるソリッドなポップ・ロックで、シンプルなコード進行が特徴的な楽曲となっている。この曲は、2000年6月1日からファッションモデルの梅宮アンナが出演する資生堂の口紅ブランド「ピエヌ」CMソングに使用されており、前作「NEO UNIVERSE」から引き続くかたちで使われている。また、本作と同日に発売したゲームソフト『激突トマラルク』において、ゲーム内で流れるBGMとして、表題曲のゲームアレンジ版のインストゥルメンタルが使用されている。（詳細は楽曲解説の項目を参照）
また、カップリング曲には、日本を除くアジア地域においてトヨタ自動車のCMソングとして使用されていた楽曲の日本語詞バージョン「get out from the shell」に加え、表題曲のリミックス音源とピアノアレンジバージョンが収録されている。過去音源のリミックス及びインストゥルメンタルでない未発表楽曲がシングル作品に収録されたのは、1998年に発表したシングル「snow drop」以来7作ぶりのこととなった。なお、カップリングに「過去音源のリアレンジやリミックス及びインストゥルメンタルでない未発表音源」が収録されたL'Arc〜en〜Cielのシングル作品は、本作が最後となっている。

## リリース

### リリースプロモーション
本作のリリースプロモーションとして、2000年4月17日に各種携帯電話に向けたサービスの一環で表題曲「STAY AWAY」の着信メロディの展開を開始している。これは、携帯電話の着信メロディを自分で手入力して作るのが一般的であった当時において、曲調のみを先行配信するという試みで、「STAY AWAY」の着信メロディの入力番号を記載したフライヤーを200,000枚限定で全国のCDショップなどで配る施策となっている。
また、本作発売に伴い、表題曲「STAY AWAY」のレコーディングの様子をストーリー仕立てでピックアップしたドキュメンタリー風のテレビCMが放映された。このテレビCMは4種類作られ、それぞれ北海道・東北地方、北陸・東海地方、中国・四国地方、九州・沖縄地方で放送されており、地域を限定したうえ、時期をずらして放映された。なお、このテレビCMは関東地方と近畿地方では一切放送されていない。さらに、前述のテレビCM以外にも、本作の初回プレス50万枚分に付属するフィギュアを宣伝する内容の映像や、メンバーがミュージック・ビデオでダンスを披露していることをアピールする内容の映像も制作され、これらは全国圏で放映されている。これらのCM映像はすべて、2001年に発表したクリップ集『CHRONICLE 2』に収録されている。
そしてL'Arc〜en〜Cielは、この曲で2000年12月31日に放送された『第51回NHK紅白歌合戦』に3年連続通算3度目の出場を果たしている。

### リリース形態
本作は、通常盤（CD）の1形態でリリースされており、初回限定仕様はCD-EXTRA＋CD-TEXTかつフィルムジャケット&スーパーピクチャーレーベルになっている。また、初回プレス50万枚限定でメンバー4人をデフォルメしたフィギュアが特典として付属している。さらに本作は、CDをパソコンのCD-ROMドライブにセットすると、発売日の2000年7月19日から1週間毎に内容を変え、前述のレコーディングの様子をピックアップしたストーリー仕立てで作られたテレビCMを4週に渡って視聴することができる仕様となっている。

## ミュージックビデオ
表題曲「STAY AWAY」のミュージック・ビデオは、1999年に発表した「Pieces」の映像ディレクションを担当した多田琢がプランナー、上田拓がディレクターを務めた作品となっている。
映像は、エキストラを含めた出演者全員がCG処理を施されており、最後のサビ部分では、メンバー4人がバックで踊るエキストラと全く同じダンスを息を合わせて踊る内容となっている。最後のサビで展開されるダンスシーンではメンバー4人が先頭で踊っているが、メンバーの首から下の部分は合成により制作されており、首から下の踊りはプロのダンサーがパフォーマンスしたものとなっている。なお、このダンスシーンの振付は、Winkの楽曲「淋しい熱帯魚」や長野パラリンピック開会式の振付などを手掛けた振付師の香瑠鼓が担当している。ちなみにメンバーは撮影の際、実際の半分のスピードに落として踊ったという。tetsuyaは当時のインタビューで、この映像について「もう爆笑してくれるとうれしい。いかにバカバカしいことを大マジメにやるかっていう面白さですよ。アレ、合成なんですけど、実際に同じ動きをしないと合成できないので大変でした。すごい筋肉痛になった。ふだん踊んないじゃないですか。振り付けを覚えるのも大変で、すごい撮影時間もかかって、途中で"俺はいったい何をやってるんだ"って思った（笑）」と語っている。
2006年に東京ドームで開催したバンド結成15周年を記念したライヴ「15th L'Anniversary Live」では、この曲の演奏時にダンサーが登場しており、スクリーンに映し出されたミュージック・ビデオに合わせたダンスを披露する演出が組みこまれている。
そして、この映像は公開年の2000年に、音楽専門チャンネル『スペースシャワーTV』が主催した音楽賞「SPACE SHOWER Music Video Awards 00」において「BEST VIDEO OF THE YEAR」と「BEST GROUP VIDEO」の2部門を受賞している。「BEST VIDEO OF THE YEAR」の受賞は、前年に発表した「Pieces」に続き2年連続2度目のこととなった。
また、このミュージック・ビデオは、2001年3月28日に発表したクリップ集『CHRONICLE 2』に初収録されている。さらに、2019年12月11日に、公式YouTubeアーティストチャンネルにおいて映像の無料公開が開始されている。

## 収録曲
| #         | タイトル                                 | 作詞      | 作曲      | 編曲                          | 時間  |
| --------- | ---------------------------------------- | --------- | --------- | ----------------------------- | ----- |
| 1.        | 「STAY AWAY」                            | hyde      | tetsu     | L'Arc〜en〜Ciel, Hajime Okano | 4:00  |
| 2.        | 「get out from the shell」               | hyde      | yukihiro  | L'Arc〜en〜Ciel               | 4:19  |
| 3.        | 「STAY AWAY -Jaze Poo Mix-」             | hyde      | tetsu     | Remixed by TTman              | 4:25  |
| 4.        | 「STAY AWAY -Truly Barbie Forest Ver.-」 |           | tetsu     | HAL-Oh Togashi                | 4:37  |
| 合計時間: | 合計時間:                                | 合計時間: | 合計時間: | 合計時間:                     | 17:21 |

## 楽曲解説
1. STAY AWAY
  - 作詞: hyde / 作曲: tetsu / 編曲: L'Arc〜en〜Ciel & Hajime Okano

歪んだベースサウンドが印象的な、解放感のあるソリッドなポップ・ロック。作曲を担当したtetsuya曰く、アルバム『REAL』のレコーディング前に設けられた作曲期間中、気分転換のためドライブへ出かけたときにこの曲の原型が生まれたという[6]。この曲の制作エピソードについて、tetsuyaは「ワン・ドライブに何フレーズも出てくるんですよ。（ICレコーダーのメモリーが）一杯になるくらいメロディが出て、曲によってはAメロから最後までできちゃう時もあれば、Aメロだけとかサビだけとかができて、ちょっとずつ作り足していく時もあるんですけど、「STAY AWAY」は最初から最後まで一気にできて[6]」と述懐している。
原型を車の中で作った後、tetsuyaは自宅で楽曲をかたちにする作業に取り掛かったという[6]。tetsuyaは制作を振り返り、「なんかお気楽な感じでできて、あんまり難しく考えないでいいような曲調だったんで、とりあえずチュッチュクチューッ…と作っちゃった感じで（笑）[6]」「シングル向きというよりは、ボツになるだろうなと思ってた[7]」と語っている。ちなみにtetsuyaは、この曲の仮タイトルとして、フー・ファイターズにちなんだ「プー・ファイターズ」というタイトルを付けていたという[8]。
この曲は、これまでにtetsuyaが手掛けたL'Arc〜en〜Cielの楽曲と比べ、珍しくコード進行がシンプルな楽曲となっている[6]。この曲の構成について、tetsuyaは「俺、どうしてもコード進行を複雑にしたがりなんですよ[6]」「だけどこの「STAY AWAY」は、サビなんて3つのコードの繰り返しで、すっごいシンプル[6]」と語っている。hydeもデモ音源を聴いた際に「tetsuの曲って、サビでなんかコードが出てくるっていうイメージがあったんだけど、そういうパターンではないな[9]」と感じたという。
シンプルな楽曲構成であるのに対し、プレイ・アレンジ面に工夫がみられる楽曲となっており[6]、間奏ではギターソロに加え、韓国製のエフェクター「PSK Core Drive CDV-5」を使った歪んだベースソロが展開されている[10]。ただ、tetsuyaは当初、ベースソロのパートを入れる想定をしていなかったという。tetsuyaは、この曲のベースソロについて「あそこまで弾くつもりはあんまなくて、なんか軽く転調前に盛り上げるフレーズを弾こうとは思ってたんですけど、思ってた以上にカッコいい"ソロ"と呼べるぐらいのものができた[6]」と述懐している。また、tetsuyaはこの曲のベースプレイについて「ルートを押さえつつ、ドライブ感のあるベース[11]」をイメージしていたと述べている。
さらに、この曲のギターソロパートの頭の部分では、ハンマリングとプリングをしながら、アームをダウンさせリターンするアプローチを入れている[12]。これは、tetsuyaの「アームを使ったものが欲しいな[13]」というリクエストを受け、kenが弾いたものとなっている。kenは自身のギタープレイを振り返り「途中から人格が変わるソロになった…、アームの人からピッキングの人に（笑）。"その対比が面白いよね"って[13]」と語っている。また、yukihiro曰く、この曲のドラム録りには2日ほどの時間がかかり、100回近くドラムを叩いたという[14]。なお、yukihiro曰く、この曲を含め、アルバムのレコーディングを通じたテーマがあったという。yukihiroは、アルバム発売当時に受けたインタビューの中で「自分の中で次の段階に行きたいなというのもあって。具体的な例をあげると、手癖でやることをやめようとか。それだけじゃないけど、簡単に言えるとしたらそれかな[14]」と述べている。
歌詞について、作詞を担当したhydeは「アメリカって自由な国っていうのがあるけど、なんだかんだ法律いっぱい作って、裁判とかしまくってるでしょ？ 細かいことまで。だからなんにも出来ない状態。アメリカ大陸を人と考えて歌ってるようなものですね[15]」と語っている。なお、この歌詞は、tetsuyaの曲に対するイメージが基になっているという。この曲のイメージについて、tetsuyaは「"型にはまるなって言ってるヤツのほうが、型にはまってる場合もあるだろう"っていう。そういうようなことを（hydeに）伝えた覚えが。曲自体、結構お気楽にできた曲だし、だから歌詞もそういう歌詞のほうがいいかなとか思って。あまりごちゃごちゃ考えずに、自由な感じがいいんじゃないかなぁって。自分は型にはまってない、自由だって思ってるやつでも、案外型にはまってて、言ってることとやってることが違う人って、結構いるでしょう？そういう話をしてたんじゃないかな、確か[16]」と述べている。
また、hydeはこの歌詞を手掛けていたときの心境について「曖昧になってきたんですよ。はたして、これは世に訴えたいことなのか、それとも自分の中で解釈できていればいいことなのか。だから、メッセージとも違ってて。最近は自分が思ってることをただ書いてるだけっていう感じですね。それが自分でかっこいいと思えればよくて、人に対してこういう生き方をしろよとか、そんなことは何も思ってないんですよ。ただ、僕はこう思ってる。それがかっこいいと思うか、思わないかはその人次第ですっていう感じ[17]」と述べている。
さらに、この曲の歌詞には、韻を踏んだような語呂合わせ的なフレーズがのせられている。韻を踏んだようなフレーズについて、hydeは「英語の語呂合わせみたいな、茶化した感じが全体の軽快さに合ってる[7]」と述べており、曲調に合わせてこういったフレーズを取り入れたことを示唆している。
また、タイトルを決めた経緯について、hydeは「前は確かに詞を書いてても、"どっかへ行こう、どっかへ行こう"っていうのが多かったです。だから、この詞を書き始めたときは、そこは避け気味でした。で、作っていく過程で、「STAY AWAY」というタイトルが出てきて、より明確になっていったんですよ。"自分はここにいて自分のやりたいようにやるから、もしそれが君と違うのであれば、そっちはそっちで勝手にやってくれ"というようなイメージが固まっていった[17]」と語っている。なお、本作発売当時に受けたインタビューで、この曲のタイトルの意味について問われた際に、hydeは「"近寄るな"[9]」と答えている。
8thアルバム『REAL』では、特別な表記はされていないがミックス違いのアルバムバージョンとして収録されている。本作に収録されたバージョンでは、アルバムに収録されたバージョンのテイクと比べ、エフェクターなどを掛け過ぎてないゆえの抜けのよさが印象的なミックスとなっており[8]、tetsuya曰く「（シングル版は）ラフ・ミックスに近い[8]」という。
この曲はライヴで大きな盛り上がりを見せる、L'Arc〜en〜Cielのスタンダードソングのひとつとなっており、この曲の演奏前にはtetsuyaがベースを使ったパフォーマンスを披露することが多い。そして演奏前のベースソロプレイでは、tetsuyaがバナナでベースを弾き、そのバナナを客席に投げ入れるといったパフォーマンスをすることが多く、これがライヴにおける一つのお約束となっている。
余談だが、2005年に開催したライヴツアー「AWAKE TOUR 2005」と「ASIALIVE 2005」では、メンバーが担当するパートをシャッフルしたうえでこの曲を披露しており、構成としては"STAY AWAY formation A"と"STAY AWAY formation B"の2パターンが存在していた。
"STAY AWAY formation A"では、tetsuyaがボーカルを、hydeがコーラスのパートを担当している。さらにこの曲の2A以降、kenがtetsuyaとボーカルパートを交代し、kenとtetsuyaがボーカルをとったこともある。その際hydeは、一貫してコーラスにまわっている。そして間奏のギターソロ以降は、各メンバーが通常担当するパートに戻り、この曲を披露している。なお、2サビの終わりでyukihiroがボーカル、hydeがドラムにスイッチし、演奏する楽曲をP'UNK〜EN〜CIELによる「花葬 平成十七年」に変えて披露することもあった。なお、このバージョンで演奏している模様はライヴビデオ『AWAKE TOUR 2005』に収録され、音源はBD-BOX『L'Aive Blu-ray BOX -Limited Edition-』に付属するライヴ音源CDに収録されている。
ちなみに"STAY AWAY formation B"は、ボーカルをyukihiro、ギターをhyde、ベースをken、ドラムをtetsuyaが担当する形態となっている。このバージョンのライヴ音源ならびにライヴ映像は現在まで未発表となっている。
2. get out from the shell
  - 作詞: hyde / 作曲: yukihiro / 編曲: L'Arc〜en〜Ciel

作曲を担当したyukihiroが嗜好する、マシーン・ビートとバンドサウンドを同期させた、インダストリアルやエレクトロニック・ボディ・ミュージックの色が強い楽曲。この曲を制作するにあたり、yukihiroがリスペクトしているバンド、SOFT BALLETに関わったレコーディング・エンジニアの杉山勇司を、ミキシング・エンジニアとして招聘している。これを踏まえyukihiroは、この曲を「SOFT BALLETのパクリ[18]」と表現していたことがある。
また、この曲のイントロに打ち込んだベースラインは、yukihiroが当初、シーケンサーにドラムのデータとして打ち込んでいたもので、マニピュレーターが誤ってベース音で出してしまったものとなっている[19]。ただ、yukihiroがそのサウンドを気に入ったため、この曲に採用されることになったという[19]。
ちなみにtetsuyaはこの曲のベース録りで、6弦エレクトリックベースのフェンダー・ベースVIを使用し[20]、ギター的なアプローチでベースを弾いている[21]。tetsuyaは、この曲のベースプレイについて「6弦ベースでギターみたいなこと弾いてますね。俺の6弦ベースは高いほうに2本張ってるから、音域的にギターとダブりつつも、6弦ベースでしかできないフレーズにはなってますけど。まあ一般の人はギターだと思って聴くでしょうね[21]」と述べている。なお、tetsuyaはこの曲以外のレコーディングでもフェンダー・ベースVIをたびたびレコーディングで使用しているが、tetsuya曰く、ザ・キュアーのロバート・スミスの影響で使い始めたという[22]。
また、kenは、この曲のギターアプローチで、ハーモニー・ユニゾンからコンプレッサーを使ったクリーン・トーン、そして低音弦コードに移行するといった、曲の展開をコントロールするようなプレイを見せている[12]。kenはこの曲のギター録りを振り返り「オクターヴ・ユニゾンのフレーズが出てきた時に、この曲が自分の中で見えた。チョーク・ダウンって意図的にはあんまりしないんだけど、このフレーズでは"チョーク・ダウンから始めよう"と。ちょっといやらしめに[13]」と述懐している。
歌詞は、yukihiroの「怖い感じで[23]」というリクエストをもとにhydeが手掛けている。作詞を担当したhydeは、歌詞を書くうえで「グリム童話っぽさ」をイメージしていたという[23]。yukihiroは、hydeから聞いた歌詞のイメージについて「単純な話なんだけど、でもぞっとするような怖さもある[23]」と本作発売当時に語っている。
8thアルバム『REAL』には、歌詞を全て英語で綴った「get out from the shell -asian version-」が収録されている。ちなみに当初は、この全英語詞バージョンを本作のカップリングとして収録する予定だったという[24]。なお、アルバムに収録されたバージョンは、2000年1月から日本を除くアジア地域でトヨタ自動車のCMソングに使用されており、そのタイアップを踏まえて「asian version」という副題が付けられている。
余談だが、アルバム『REAL』に付属するブックレットに記載されたクレジットのスペシャルサンクスの欄には、この曲の原型のイメージとなったバンド、SOFT BALLETで、ボーカルを務める遠藤遼一（ENDS）の名前が書かれている。ちなみにyukihiroは、遠藤遼一を含めたSOFT BALLETのメンバーと、音楽の場で交流がある。遠藤遼一とは、上領亘率いるCROWが2002年4月14日に開催したイベント「Surround Space Perception vol.2」で共演している。また、藤井麻輝とは、yukihiroのソロプロジェクト、acid androidや、藤井が在籍する音楽ユニット、SUILENの楽曲制作の場で共演している。さらに2016年には、藤井と今井寿（BUCK-TICK）が結成した音楽ユニット、SCHAFTのレコーディング作業およびライヴサポートにyukihiroが参加している[25]。そして森岡賢とは、yukihiroが2006年9月27日にacid androidとして開催したライヴ「acid android live 2006 side c」で共演したことがある。
3. STAY AWAY -Jaze Poo Mix-
  - 作詞: hyde / 作曲: tetsu / リミックス: TT man

表題曲「STAY AWAY」のリミックスバージョン。リミックスは、L'Arc〜en〜Cielがメジャーデビューした頃からtetsuyaと知り合いであったTT manが担当している[21]。このバージョンでは原曲をジャズ・テイストにしたリミックスが行われており[21]、tetsuya曰く、リミックス作業の方向性はほぼ全てTT manに一任していたという[21]。
出来上がったリミックス音源を聴いたtetsuyaは「ちょっと予想外の仕上がりで"お、こうきたか"って感じ[21]」「自分で作ったものを他の人に料理してもらうって面白いですよね。素材として提供して、あとは好きに料理してくださいっていう。どんなふうに料理されてくるのかなって[21]」と本作発売当時のインタビューで語っている。
ちなみに、「Jaze Poo Mix」という副題はTT manが付けていることから、tetsuyaはこの副題の意味を知らないという。ただ、本作発売当時のインタビューにおいて、tetsuyaは「表題曲「STAY AWAY」の仮タイトルが貼られたDATがたぶんリミキサーのところに行っただろうから、仮タイトルの「プー・ファイターズ」から取ったのではないか」と推察している[8]。余談だが、このバージョンは本作限定の収録楽曲となっており、アルバムには収録されていない。
4. STAY AWAY -Truly Barbie Forest Ver.-
  - 作曲: tetsu / 編曲: HAL-Oh Togashi

表題曲「STAY AWAY」のピアノアレンジによるインストゥルメンタル。アレンジおよびピアノは、L'Arc〜en〜Cielのいくつかの楽曲で共同プロデュースを担当した富樫春生が単独で担当している[21]。ちなみにtetsuyaは「（原曲から）多少メロを崩してもいいからアバンギャルドな感じでやってほしい[21]」というリクエストを富樫に出していたという。前曲と同様に、このバージョンは本作限定の収録楽曲となっており、アルバムには収録されていない。

## タイアップ
STAY AWAY
- 資生堂「ピエヌ」CMソング

## 参加ミュージシャン
- hyde：Vocal
- ken：Guitar
- tetsu：Bass
- yukihiro：Drum
- STAY AWAY 
  - tetsu：Keyboard, Backing Vocal
  - 岡野ハジメ：Keyboard
  - 斎藤仁：Keyboard & Manipulate
- get out from the shell
  - yukihiro：Keyboard & Programming
  - 斎藤仁：Manipulate
  - tetsu：Six Strings Bass

## カバー
（※）音源がフィジカルに収録されているものに限り記載する。
- ダニエル・パウター （2012年、トリビュートアルバム『L'Arc〜en〜Ciel Tribute』に収録）

## 収録アルバム
オリジナルアルバム
- 『REAL』 (#1、#2,全英語詞バージョン)

ベストアルバム
- 『Clicked Singles Best 13』 (#1)
- 『The Best of L'Arc〜en〜Ciel 1998-2000』 (#1、#2,全英語詞バージョン)
- 『The Best of L'Arc〜en〜Ciel c/w』 (#2)
- 『QUADRINITY 〜MEMBER'S BEST SELECTIONS〜』 (#2,全英語詞バージョン)
- 『TWENITY 2000-2010』 (#1、#2)
- 『WORLD'S BEST SELECTION』 (#1)

## 受賞
- 『SPACE SHOWER Music Video Awards 00 “BEST VIDEO OF THE YEAR”』
- 『SPACE SHOWER Music Video Awards 00 “BEST GROUP VIDEO”』